# Andreas Rüdiger
Pour les articles homonymes, voir Rüdiger.
Andreas Johannes Rüdiger (né le 1er novembre 1673 à Rochlitz, mort le 6 juin 1731 à Leipzig) est un philosophe allemand.

## Biographie
Rüdiger est le fils d'un membre du conseil scolaire et est élève du Fürstlich Reußische Gymnasium à Gera. En 1692, il se rend à Halle, où il devient élève auprès du professeur Christian Thomasius et découvre sa philosophie. En 1700, il acquiert une maîtrise en philosophie avec le traité De usu et abusu terminorum technicorum in philosophia, qui est suivi de son habilitation en 1701 avec la thèse d'habilitation De virtutibus intellectualibus.

## Philosophie
Rüdiger est un adversaire de la vision de l'explicabilité rationnelle du monde prônée par Leibniz et Wolff. Il critique non seulement leur utilisation de la méthode mathématique, mais aussi l'harmonie préétablie. Il est l'un des représentants de l’influxus physicus. Il croit que, comme tous les concepts et idées ont une origine sensorielle, l'expérience est la base de toute science. Dans la philosophie naturelle, il cherche une médiation entre l'explication mécanique de Descartes et la conception mystique de Robert Fludd, mais penche davantage vers cette dernière direction, tandis que dans le domaine de la philosophie pratique, il suit principalement son professeur Thomasius.
Son ouvrage Physica divina, recta via, eademque inter superstitionem et atheismum media, ad utramque hominis felicitatem, naturalem atque moralem, ducens, paru en 1716, est mis à l’Index librorum prohibitorum par décret le 19 septembre 1718.